# 蔣文慶
蔣文慶（1793年—1853年），字蔚亭，汉军正白旗人。咸丰初年的安徽巡抚。

## 生平
- 嘉庆十九年进士，授吏部主事，迁员外郎。[1]
- 出为云南曲靖知府，调云南府。道光十二年，擢甘肃宁夏道。在边十年，濬渠，兴水利。[1]
- 迁浙江按察使，护理巡抚，迁安徽布政使。文宗即位，下诏求贤，巡抚王植荐之，咸丰元年，就擢安徽巡抚。[1]

## 安慶戰歿
- 咸豐三年正月，太平軍已陷武昌，陆建瀛督师迎剿，令福山镇总兵王鹏飞以二千人防守安庆，而调恩长为行营翼长。鹏飞驻兵北门外，以客将驭新兵，安庆势益危。[1]
- 文庆母年八十馀，久病，送之登舟。建瀛方溯江而上，见之大怒，将具疏劾之，语颇闻。建瀛及至，文庆称病不出迎，曰：“我旦夕且得罪去耳！”[1]便不撥兵助戰，建瀛至黄州，太平軍连舟蔽江下，恩长战殁，兵溃於武穴，建瀛遂返南京，过安庆，文庆要入城计事，已不及，熙宇、鹏飞皆弃防地走。漕督周天爵奉命助守安庆，方留剿凤、颍土匪，书抵命令文庆画退守庐州之策。
- 文庆奏上其书，太平軍突然來攻至安慶，城北兵溃，而城中譁言将退庐州，纷纷縋城下，斩之不可止。文庆吞金不死，饮药闷绝，[1]家人以轎子抬蔣外出，遇「堵王」黃文金部太平軍於门，槍擊遂被害。从仆以席覆尸，赴桐城呈报，漏言自裁事。贼既去，子蔣长绶集僚属耆老集视，然后殓。
- 诏诘遗疏与呈报不符，向荣疏陈本末，乃赐恤如例，予骑都尉世职，入祀昭忠祠，安庆建专祠，谥忠悫。[1]

## 延伸阅读
[在维基数据编辑]
 《清史稿·卷395》，出自趙爾巽《清史稿》